# Liu Sijia
Liu Sijia (chinesisch 劉斯佳 / 刘斯佳, Pinyin Liú Sījiā; * 20. Juli 1988 in Harbin) ist eine chinesische Curlerin. Derzeit spielt sie als Skip.

## Karriere
Sijia startete ihre internationalen Karriere bei der Curling-Junioren-Pazifikmeisterschaft 2008, bei der sie Lead im Team von Sun Yue die Silbermedaille gewann. Nach einer weiteren Silbermedaille 2009 gewann sie 2010 als Third in der von Liu Jinli geführten Mannschaft die Goldmedaille. Dadurch qualifizierte sich die chinesische Juniorinnenmannschaft für die Juniorenweltmeisterschaft 2010. Dort spielte Sijia als Skip und kam mit ihrem Team auf den siebten Platz.
Bei den Erwachsenen kam sie international erstmals bei der Pazifikmeisterschaft 2010 als Lead im Team von Wang Bingyu zum Einsatz; die Mannschaft gewann die Silbermedaille. Ihren bislang größten Erfolg konnte sie bei der Pazifik-Asienmeisterschaft 2014 feiern, bei der sie die chinesische Mannschaft als Skip zur Goldmedaille führte. Die Titelverteidigung im folgenden Jahr gelang indessen nicht, sie musste sich mit der Bronzemedaille zufriedengeben. Bei der Pazifik-Asienmeisterschaft 2018 kam sie, wieder als Skip spielend, erneut auf den dritten Platz.
Sijia ist bislang zweimal bei der Weltmeisterschaft angetreten, jeweils als Skip der chinesischen Frauenmannschaft. 2014 belegte sie den siebten Platz und 2015 wurde sie Fünfter.